# محوطه ژیرری
محوطه ژیرری مربوط به دوره اشکانیان است و در شهرستان سلسله، بخش فیروزآباد، دهستان فیروزآباد، ۱۲/۵ک متری جنوب شرق روستای کرکر واقع شده و این اثر در تاریخ ۲۲ اسفند ۱۳۸۵ با شمارهٔ ثبت ۱۸۲۳۷ به‌عنوان یکی از آثار ملی ایران به ثبت رسیده است.